# Movimento di Unità Nazionale Antifascista
Il Movimento di Unità Nazionale Antifascista (MUNAF) (in portoghese: Movimento de Unidade Nacional Antifascista) era un'organizzazione politica clandestina contraria all'Estado Novo formata nel dicembre 1943.
Fondato a un punto di svolta nella Seconda guerra mondiale a favore degli alleati e contro il nazismo e il fascismo, nel MUNAF furono rappresentati, tra gli altri, il Partito Repubblicano Portoghese, l'Unione socialista, il Partito Comunista Portoghese, la Massoneria, il gruppo Seara Nova, cattolici, monarchici e anarchici.
Il primo comunicato del movimento risale al gennaio 1944, nel quale viene presentato il suo obiettivo e l'organico.
Il Consiglio nazionale è presieduto dal generale José Norton de Matos. La Commissione politica è integrata, tra gli altri, dal presidente del Consiglio nazionale, da José Maria Barbosa de Magalhães e Bento de Jesus Caraça. Il comitato esecutivo ha incluso, tra le altre personalità, Fernando Piteira Santos, José Magalhães Godinho, Jacinto Simões e Moreira de Campos..
Il Movimento venne sciolto nel 1945 ed ebbe come successore il Movimento di Unità Democratica.